# Activision

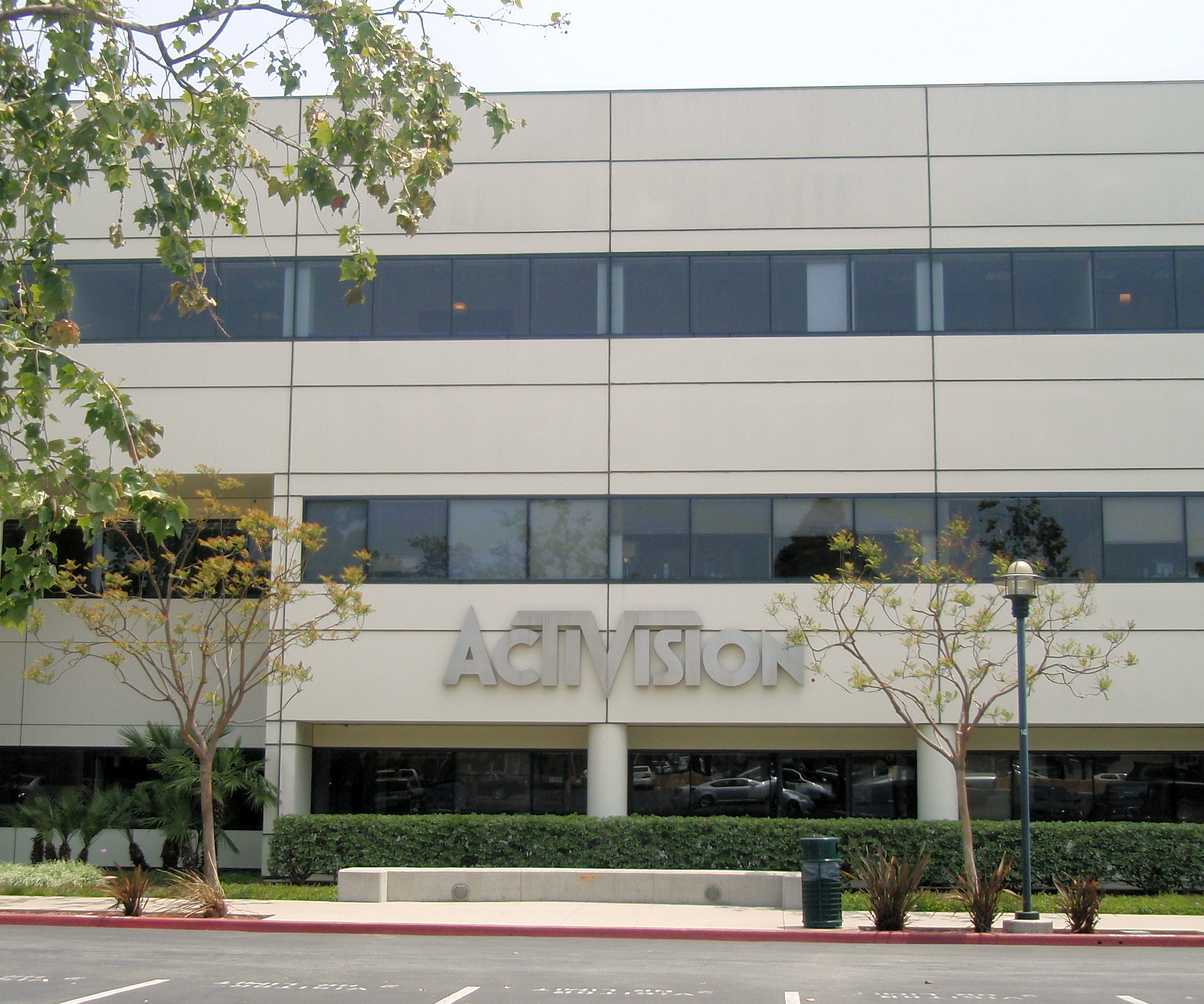
Activision-Zentrale in Santa Monica, Kalifornien

Activision Publishing, Inc. ist ein Publisher von Videospielen mit Sitz im kalifornischen Santa Monica und ist heute ein Teilunternehmen des Spielepublishers Activision Blizzard mit Niederlassungen in Großbritannien, Kanada, Irland, Frankreich, Deutschland, Japan, Australien, Skandinavien und den Niederlanden. Die erste deutsche Niederlassung wurde 1985 in Hamburg von Greg Fishbach gegründet und befindet sich heute in Ismaning bei München.

## Geschichte
Activision war der erste Third-Party- und nach Electronic Arts der zweitgrößte Spielehersteller und Publisher weltweit. Bis zur Gründung des Unternehmens 1979 wurden Videospiele ausschließlich von den jeweiligen Herstellern der Spielkonsolen produziert. Einige der Gründungsmitglieder waren ehemalige Angestellte von Atari. David Crane, Larry Kaplan, Alan Miller und Bob Whitehead verließen Atari unter anderem, da ihre Namen nicht bei veröffentlichten Spielen erwähnt wurden.
Produzierte Activision anfangs ausschließlich für Spielkonsolen wie das Atari 2600, erweiterte man die Produktpalette Anfang der 1980er um Computerspiele, da die Absatzzahlen der Konsolen sanken. Die Firma kaufte einige kleinere Entwicklungsstudios auf, so 1986 den Textadventure-Produzenten Infocom.
Der Umsatz betrug 2003 ca. 864 Millionen US-Dollar. Im selben Jahr übernahm Activision mehrheitlich Infinity Ward, bekannt für die Spiele der Call-of-Duty-Reihe. Activision und Vivendi Games gaben am 2. Dezember 2007 an, zum neuen Konzern Activision Blizzard zu fusionieren. Im Mai 2008 beendete das Unternehmen, gleichzeitig mit Vivendi Games, seine Mitgliedschaft in der Entertainment Software Association, dem Dachverband der amerikanischen Spieleentwickler. Activision ist seither ein Label des Mutterkonzerns Activision Blizzard. Activision Blizzard wurde wiederum im Oktober 2023 durch Microsoft aufgekauft.

## Spieletitel (Auswahl)
| Spiel                             | Jahr | Genre                          | Entwickler                   |
| --------------------------------- | ---- | ------------------------------ | ---------------------------- |
| Blur                              | 2010 | Rennspiel                      | Bizarre Creations            |
| Borrowed Time                     | 1985 | Textadventure                  | Interplay Entertainment      |
| Call of Duty (Serie)              | 2003 | Ego-Shooter                    | Infinity Ward u. a.          |
| Civilization: Call to Power       | 1999 | Rundenbasiertes Strategiespiel | Activision                   |
| Call to Power II                  | 2000 | Rundenbasiertes Strategiespiel | Activision                   |
| Crash Bandicoot (Serie)           | 1996 | Jump ’n’ Run                   | Naughty Dog                  |
| Deuteros                          | 1991 | Strategiespiel                 | Activision                   |
| DJ Hero                           | 2009 | Musikspiel                     | FreeStyleGames               |
| Doom 3                            | 2004 | Ego-Shooter                    | Id Software                  |
| Empires: Dawn of the Modern World | 2003 | Echtzeit-Strategiespiel        | Stainless Steel Studios      |
| Guitar Hero                       | 2005 | Musikspiel                     | RedOctane/Harmonix/Neversoft |
| H.E.R.O.                          | 1984 | Actionspiel                    | Activision                   |
| Mindshadow                        | 1985 | Textadventure                  | Activision                   |
| NetStorm: Islands At War          | 1997 | Echtzeit-Strategiespiel        | Titanic Entertainment        |
| Pitfall!                          | 1982 | Jump ’n’ Run                   | Activision                   |
| River Raid                        | 1982 | Shoot ’em up                   | Activision                   |
| The Tracer Sanction               | 1984 | Textadventure                  | Interplay Entertainment      |